# Mohamed Nadir Sebaa
 (mars 2024).
 (mars 2024).
 (décembre 2009).
Si vous disposez d'ouvrages ou d'articles de référence ou si vous connaissez des sites web de qualité traitant du thème abordé ici, merci de compléter l'article en donnant les références utiles à sa vérifiabilité et en les liant à la section « Notes et références ».
Œuvres principales
"Journal d’un flâneur" sortie en France vers la fin de l'année 2004
Mohamed Nadir Sebaa, né le 28 novembre 1956 à Batna, est un écrivain et poète algérien.

## Biographie

### Origines
Mohamed Nadir Sebaa est issu d'une famille auressienne.

### Enfance et formation
Mohamed Nadir Sebaa fait ses études dans les villes de Skikda, Annaba, puis  Batna et enfin à Alger. Il est diplômé par l'École nationale d'Administration d'Alger, de 1976 à 1980, et titulaire d'un diplôme en Marketing international culturel. Il a été chroniqueur dans plusieurs hebdomadaires et quotidiens nationaux et internationaux.

### Carrière

#### Parcours professionnel
Il débute dans l'enseignement de la littérature au sein de l'Université de Batna Hadj Lakhder. Ensuite, il est nommé au poste de directeur de la culture de la Wilaya de Batna en 2004. Mohamed Nadhir Sebaa est fondateur d'une revue portant sur la culture dans les Aurès.

#### Parcours littéraire
Mohamed Nadir Sebaa est un écrivainet un poète
. Il a écrit de nombreux ouvrages et son premier roman, intitulé Des hommes sur des pistes, se veut un hymne pour la terre des Aurès. Il est également « poète des enfances orphélines ». Son roman, Le vent ne souffle au gré des navires, est une autobiographique dans laquelle il raconte le parcours d’un enfant orphelin. Ses personnages sont des enfants ou des gens simples dans l'errance, orphelins et mendiants. Son roman, Journal d'un flâneur, raconte le parcours d’un attachement à la terre natale.
Le dernier en date La passion du cèdre est un hymne à la beauté, à la vérité, à l'amour, à l'humanisme, à travers l'étude minutieuse des mythes des Aurès. L'hymne au désert est le dernier conçu avec chaleur et philosophie et à travers lequel l'auteur s'efforce de retracer le sinus du verbe être.

## Œuvres
- Hommes sur les pistes (1985 - ENAL)[5].
- Avis de recherche (1988 - Numidia)[6].
- Les Grosses Têtes du Maghreb, Paris, Karthala, 1986.
- Le vent ne souffle pas au gré des navires (ENAL - 1992).
- Innocence coupable (Fennec - 1992)[4].
- Journal d’un flâneur (CIDIM – Marseille 2003).
- Batna-Marseille, 2004, Cidim
- L'Histoire, les Aurès et les hommes, 2006.
- Fatma Tazoughert
- Témoin des ombres
- Rumuz et Calame, Dar el Houda, 2009[7].
- Le petit guide pratique, 2010
- La Passion du cèdre[8]
- Les cahiers de la culture

### Prix
En 1987, Mohamed Nadir Sebaaa gagne un prix au concours de la ville d'Alger. En 1992, Il a obtenu le Prix Malek Haddad  par la Fondation Noureddine Aba.
Il reçoit le prix d’encouragement Aminata Sow Fall au Sénégal pour son ouvrage Innocence coupable.
Il est sélectionné au grand prix Mednews de Paris.Il reçoit la Palme d'or distinction de sa ville natale. Il reçoit également le prix de la médaille d'argent, deuxième prix, au concours international de la nouvelle organisé par la Fondation SAFI de l'Université du Maroc en 2003. Il est enfin récipiendaire d'un prix symbolique des Palmes de la culture et des arts d'Afrique qui lui a été attribué par le groupe Échos d’Afrique du Facebook.[réf. nécessaire]